# 카네마루 준이치
카네마루 준이치(일본어: 金丸淳一, 1962년 10월 27일~)는 일본의 성우이다. 출신지는 야마나시현이며 소속사는 81 프로듀스.

## 출연작

### TV 애니메이션
1985년
침푸이 (코야마 마사오(을수))
1988년
으랏차차 짠돌이네 (콘도 마사루)
1991년
사이버 포뮬러 (카자미 하야토)
1992년
엄마는 4학년 (마리오 비토리)
1994년
마법기사 레이어스 (자즈)
1996년
바람의 검심(크리스)
1998년
멋지다 마사루(후지야마 오코메츠부)
2001년
디지몬 테이머즈 (아키야마 료(이재익))
2003년
소닉 X (소닉 더 헤지혹)
2006년
만능 수리공 매니(팻)
2009년
쌍둥이 맑음(알랭)

### 게임
- 소닉 시리즈-소닉 더 헤지혹
  - 소닉 어드벤처
  - 소닉 어드벤처 2
  - 소닉 히어로즈
  - 소닉 더 헤지혹:넥스트 제너레이션
  - 소닉 언리쉬드
  - 소닉 컬러즈
  - 소닉 제너레이션즈
  - 소닉 로스트 월드
  - 소닉 포시즈

### OVA
1992년
사이버 포뮬러 더블원 (카자미 하야토)
1994년
사이버 포퓰러 제로 (카자미 하야토)
1996년
사이버 포뮬러 사가 (카자미 하야토)
2005년
세인트 비스트 : 수천의 낮과 밤 (대신 제우스)